# Frenillo del pene

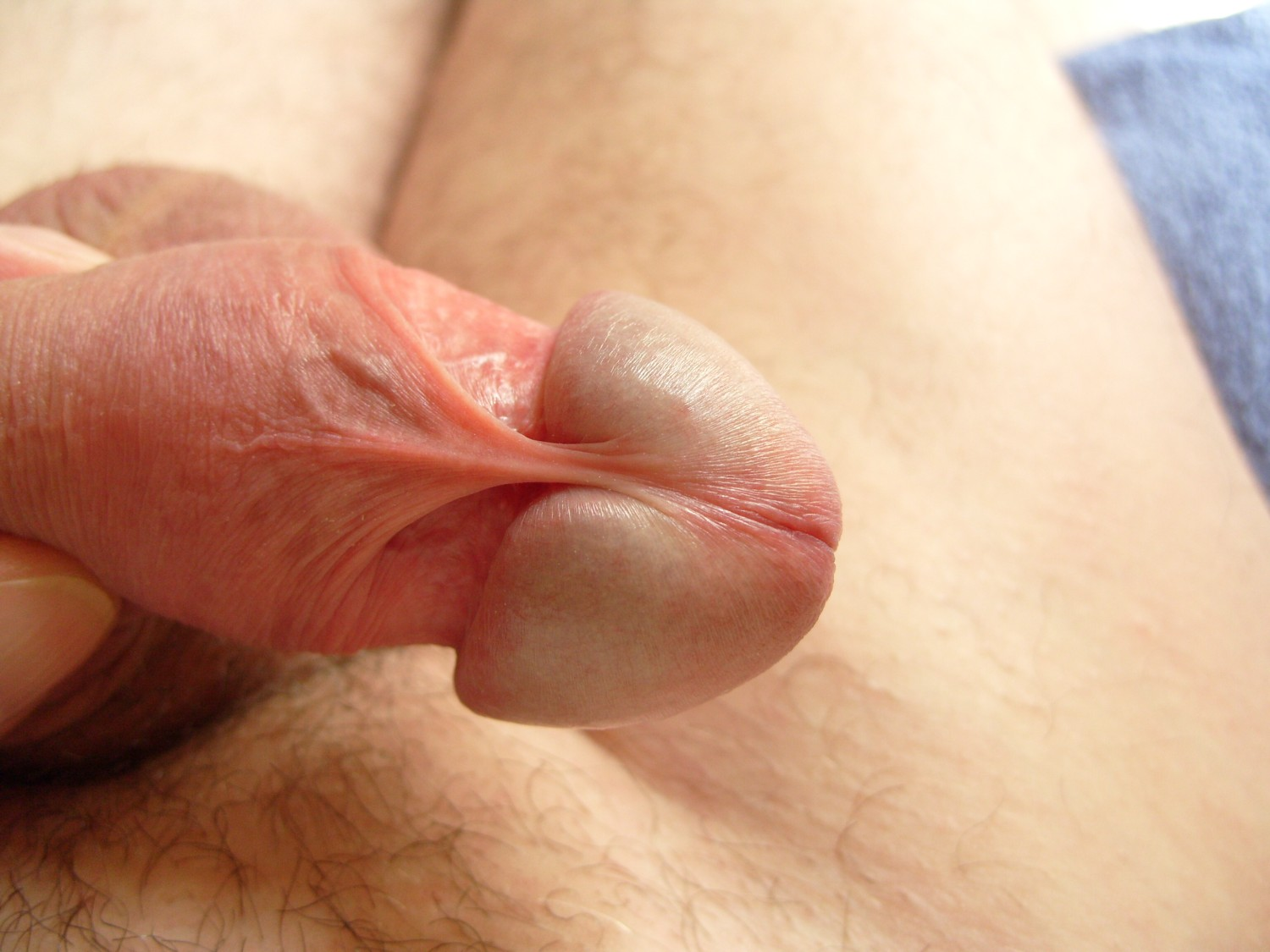
Vista ventral del pene en la que se aprecia el frenillo y la zona triangular denominada delta frenular.

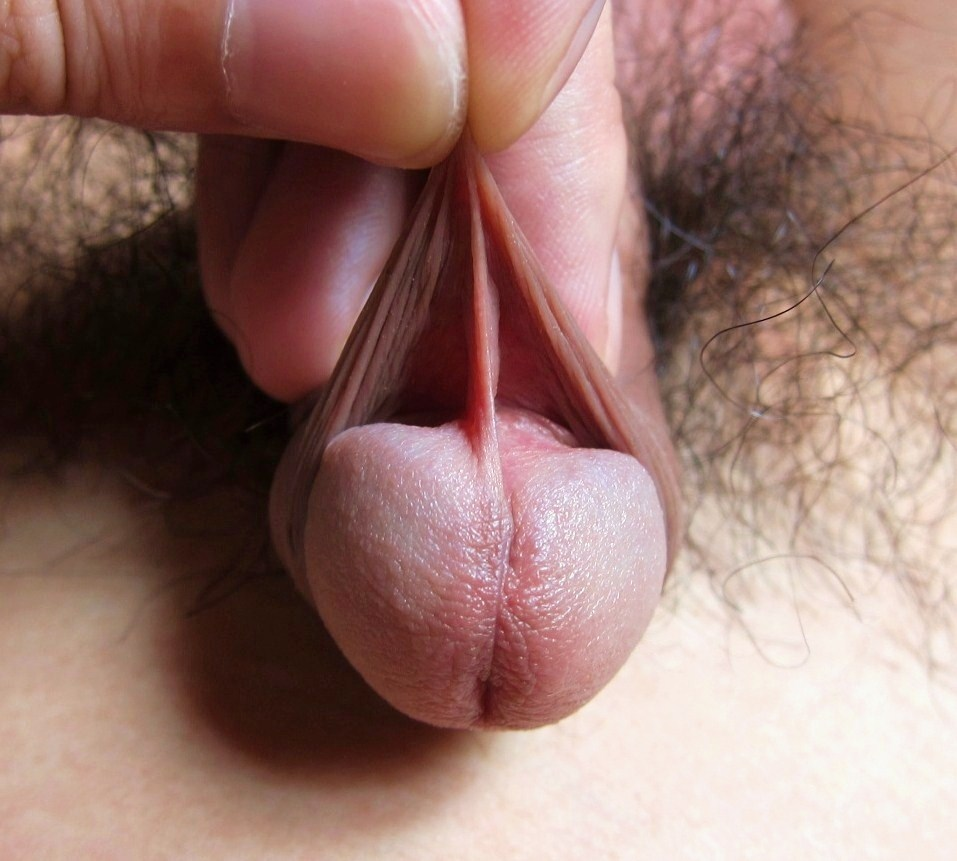
Pene con el prepucio retraído permitiendo ver el frenillo.

El frenillo del pene o frenillo prepucial es un pliegue cutáneo que une la cara inferior del glande con  la superficie interior del prepucio, y ayuda a contraer el prepucio sobre el glande.

## Anatomía
Generalmente, cuando el pene está flácido el frenillo se encuentra oculto tras el prepucio. Al retraer el prepucio, el frenillo se observa como una porción de piel triangular que se extiende desde la parte inferior del meato urinario, en la cara ventral del glande, y que se une a la mucosa del prepucio interno. Debido a esa forma triangular y a la proximidad con el frenillo, la mucosa prepucial bajo el frenillo recibe el nombre de delta frenular. El delta y frenillo están altamente inervados (contienen gran número de receptores nerviosos) por lo que son considerados una zona erógena específica. El frenillo contiene también una pequeña arteria.
Aunque el frenillo suele ser extirpado durante la circuncisión, puede estar presente en individuos circuncisos dependiendo del método empleado.

## Funciones
El frenillo mantiene al prepucio en su lugar sobre el glande y ayuda a devolver el prepucio retraído a su posición normal sobre el glande cuando el pene está flácido. Además de esta función, el frenillo contribuye a intensificar las sensaciones durante la actividad sexual, ya que constituye un área particularmente sensible del pene. La estimulación repetida de esta zona contribuye al reflejo eyaculatorio tal como se ha podido observar en individuos con lesión de la médula espinal, que padecen aneyaculación o incapacidad para eyacular. Este hecho ha permitido la obtención de esperma de dichas personas con fines reproductivos mediante  estimulación vibratoria del pene.

## Enfermedades
El frenillo breve o frenulum breve es la enfermedad caracterizada por un frenillo demasiado corto, que restringe el movimiento del prepucio, lo que puede conducir a molestias durante la actividad sexual. Es probable que un frenillo con dicho problema se desgarre y cause un dolor y un sangrado. Por lo general, esto no supone una emergencia médica y el frenillo suele curarse cuando la hemorragia ha finalizado. Sin embargo, la formación de tejido cicatricial fibroso lo acorta aún más. La enfermedad puede ser tratada con frenuloplastía (cirugía plástica reparadora), frenectomía (eliminación), o circuncisión. Esta enfermedad también pueden ser tratada con otros métodos, como el uso de cremas con corticosteroides y la extensión manual del frenillo.
El frenillo también puede ser eliminado o estar completamente ausente en casos de hipospadias.

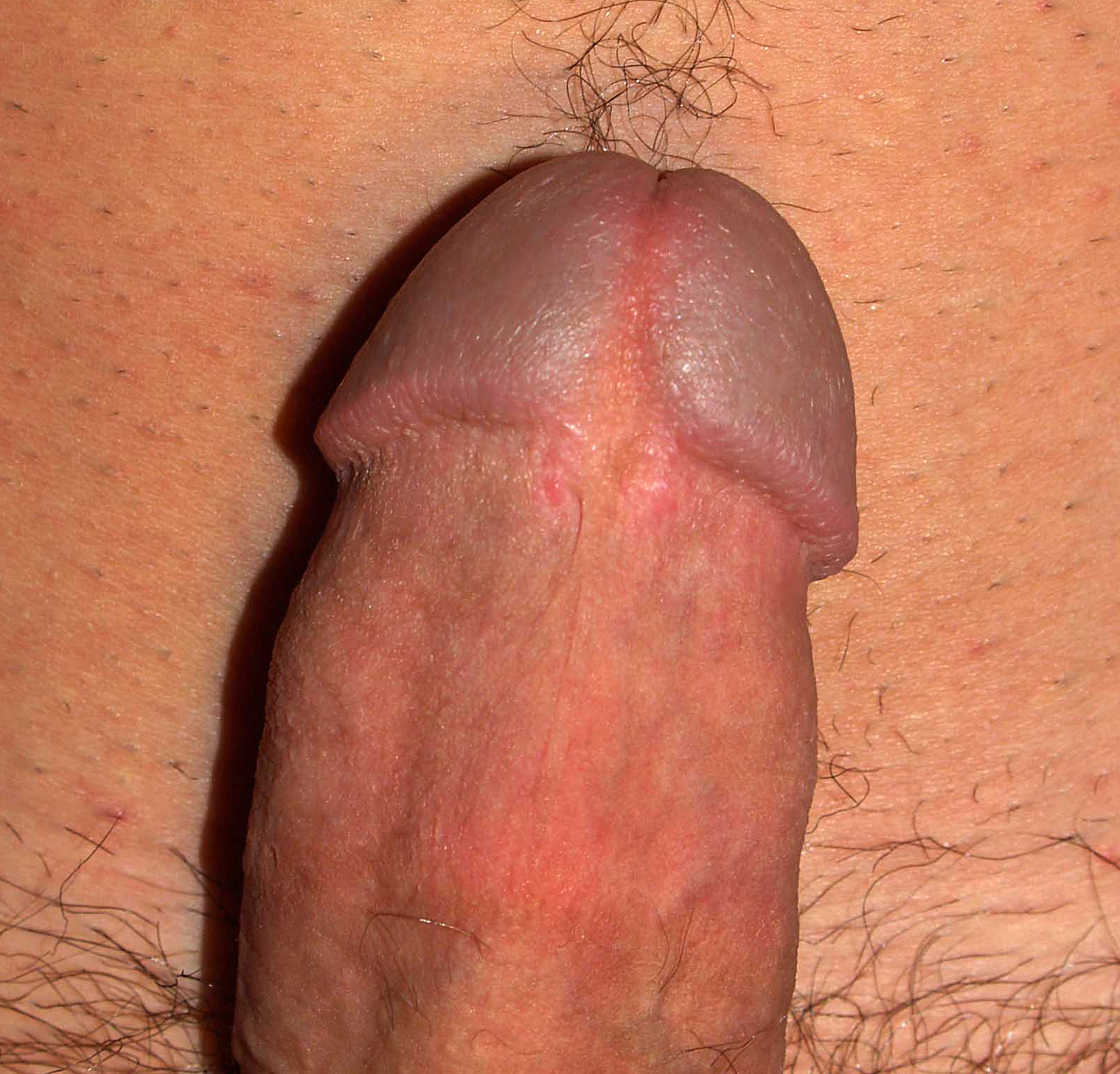
Pene circuncidado en el que también se ha eliminado el frenillo.
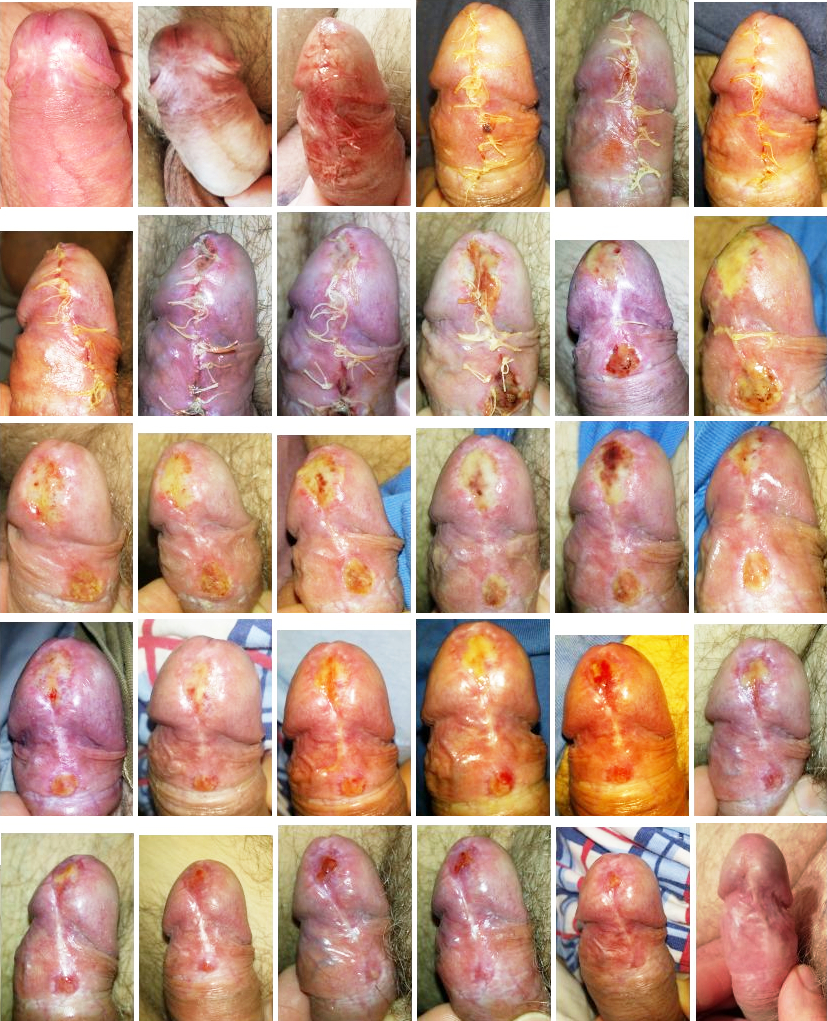
Curación de una frenulotomía
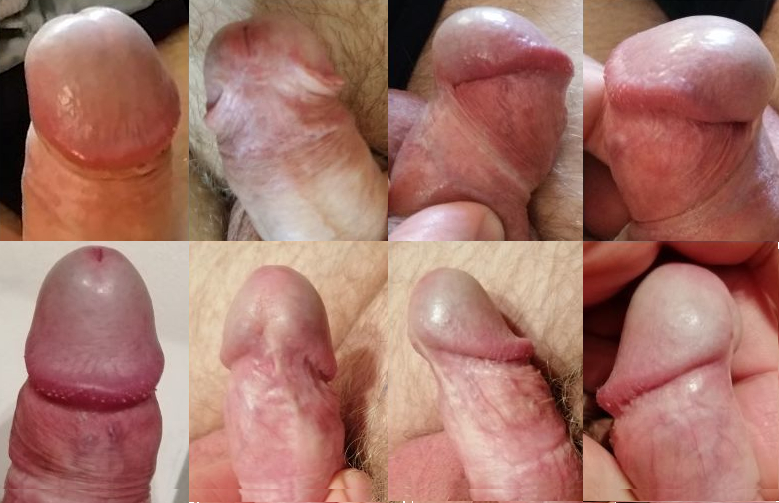
Antes (arriba) y después (abajo) de la frenulotomía